# Syrien
Syrien, officielt Den Syriske Republik, (arabisk: سوريا eller سورية, Sūriyā eller Sūrīyah), er et land i det vestlige Asien, der grænser op til Libanon og Middelhavet mod vest, Tyrkiet mod nord, Irak mod øst, Jordan mod syd og Israel mod sydvest. Israel har siden seksdageskrigen i 1967 besat Golanhøjderne i den sydlige del af Syrien. Landets hovedstad Damaskus er blandt de ældste kontinuerligt beboede byer i verden. Syrien består hovedsageligt af bjerge og sletter, der breder sig over tre-fjerdedele af landet. Slette- og bjerglandskab ligger midt i landet, mellem det fugtige kystklima i vest og de halvtørre ørkenområder i den sydlige del af landet. Det rummer adskillige etniske og religiøse grupper, inklusive kurdere, armeniere, assyrere, tyrkere, kristne, drusere, alawitiske shiaer og arabiske sunnaer.
I 1970 kom Hafez al-Assad fra Det Arabiske Socialistiske Ba'ath-parti til magten ved et ikke-blodigt militærkup. Det autoritære regime har haft kontrol siden og da præsidenten døde i 2000 overtog hans søn Bashar al-Assad præsidentembedet. I 1976 blandede Syrien sig i den libanesiske borgerkrig. Først i 2005 trak Syrien sine tropper ud af landet efter pres fra det internationale samfund og den libanesiske opposition. Den 7. december 2024 opgav Bashar al-Assad magten og flygtede til Rusland.
Formelt set, var Syrien en parlamentarisk republik, men i praksis fungerede landet mere som et autoritært regime. Magten er hovedsageligt koncentreret hos præsidenten og hans nærmeste rådgivere fra militæret og sikkerhedspolitiet. Oppositionen var undertrykt, og der var meget lidt respekt for menneskerettighederne. Syrien har siden 1979 været på den amerikanske terrorliste og de amerikanske myndigheder har også pålagt en handelsembargo mod Syrien. Grunden til dette er, at præsidenten var anklaget for at støtte den libanesiske shia-muslimske militære organisation Hizbollah.
Syriens økonomi og handel er primært baseret på landbrug, industri og olie. Olie er landets vigtigste indtægtskilde. Tidligere importerede Syrien hovedsagelig råvarer fra andre lande, men i dag, på grund af regeringens øgede investeringer i landbrugssektoren, er produktion og eksport af Syriens egne landbrugsprodukter som bomuld, frugt og grøntsager steget. Meget af Syriens virksomhed, herunder olieproduktion, ejes og kontrolleres af staten. Siden 1990'erne har myndighederne gradvist forsøgt at reformere og liberalisere økonomien, men indtil videre har de ikke formået at blive en integreret del af det globale verdensmarked.[kilde mangler] Arbejdsløsheden blandt befolkningen ligger pr. 2019 på omkring 8,2 procent.
I flere syriske byer blev der, som en del af det arabiske forår i 2011, arrangeret protester. Protesterne havde i begyndelsen karakter af en fredelig protest imod menneskerettighedskrænkelser, manglende indflydelse, manglende økonomiske muligheder og fire årtiers autoritært etpartistyre under Ba'ath-partiet og dets ledere, først Hafez al-Assad 1971-2000 og siden 2000 hans søn Bashar al-Assad. Det syriske regime slog hårdt ned på demonstranterne fra begyndelsen, og måneder inde i revolutionen omringede styret byer og angreb med artilleri, mens det væbnede oprør blev dannet – det oprør, der spredte sig og indtil Assads flugt kæmpede mod regimets hær og militser. Syriens blodige borgerkrig har kostet over 170.000 mennesker livet og 2,9 millioner syrere er flygtet ud af landet, halvdelen af dem er børn.

## Etymologi
Navnet Syrien kommer fra de antikke grækeres navn på syrere, Σύριοι Syrioi, som tillempedes på assyrierne og arameerne. Mange moderne akademikere bekræfter, at navnet 'Syrien' er afledt af Ἀσσυρία, Assyrien, som var afledt fra det akkadisk Aššur. Denne teori er bekræftet ved Çineköy-inskriptionen, som fastslår, at Syrien er afledt fra Assyrien og ligeledes, at udtrykket syrer etymologisk kommer fra assyrier.

## Geografi
Syrien strækker sig fra en 100 km lang Middelhavskyst til steppe- og ørkenområder mod øst og sydøst. Store dele af de tørre områder er ubeboede eller meget tyndtbefolkede, mens 80% af befolkningen bor i den vestlige femtedel af landet, først og fremmest i om mellem de to storbyer Damaskus og Aleppo. Området er bakket med bjergkæder, der løber nord-syd, bl.a. Antilibanon på grænsen til Libanon (Hermonbjerget, 2.814 meter). Her findes størstedelen af landets sparsomme vandressourcer, og landskabet veksler mellem agerjord, græsskråninger og skove.
Mod øst bliver nedbøren mindre, og mod sydøst ligger Den Syriske Ørken, som strækker sig ind i Jordan og Irak og fortsætter på Den Arabiske Halvø. Nord herfor løber Eufrat 300 km. gennem det centrale steppeområde; floden muliggør opdyrkning af Eufratdalen. Øst for Aleppo er floden opdæmmet og danner den store Assadsø med vandkraftværk.

### Klima
Klimaet varierer meget i Syrien. Kystområdet nord for Libanon har Middelhavsklima med solrige somre og kølige, fugtige og milde vintre. Østpå er der mere kontinentalt og tørt; på græsstepperne er somrene meget varme, ofte med temperaturer over 40 °C, mens nattefrost er hyppig om vinteren. Damaskus oplever jævnlig snefald, men sneen bliver dog ikke liggende længe.

## Demografi

### Religioner
Hovedparten af befolkningen er sunni-muslimer (74 %).
Herudover er de største minoritets-religioner i Syrien følgende:
- shia-muslimer (13 %), især alawitter, twelvere og ismailiter
- kristne (10 %), flertallet er antiokiske ortodokse, resten er græskkatolske, og armensk ortodokse m.fl.
- drusere (3 %)
- jøder (små samfund i Damaskus, Al-Qamishli og Aleppo)

Den flygtede præsident Bashar al-Assads familie tilhører minoritetsreligionen alawitter. Tilhængere af denne religion dominerede indenfor Syriens regering og indtog centrale militære stillinger.
Kristne (2,5 millioner) findes især blandt etniske mindretal i Syrien (som armenere, kaldæere, assyrere, og palæstinensiske flygtninge). Der findes mange kristne klostre. Mange kristne tilhører en høj socioøkonomisk klasse.

### Sprog
Der findes mange talte sprog i Syrien. Arabisk (officielt), kurdisksprogede og armensksprogede minoriteter. Fransk og engelsk er noget udbredt.
Semitiske sprog:
- Arabisk er det officielle sprog. Der er adskillige dialekter af arabisk, især levantisk i vest og mesopotamisk i nordøst.
- Aramæisk blandt assyrerne.

Indoeuropæiske sprog:
- Kurdisk (i sin kurmanji-form) er udbredt i de kurdiske områder i Syrien (også betegnet Syrisk Kurdistan).
- Armensk tales blandt de armenske minoriteter.

Tyrkiske sprog:
- Tyrkisk i sin syd-azeri dialektiske form.

Før fremkomsten af arabisk, var aramæisk fællessproget (lingua franca) i Syrien. Klassisk syrisk bruges stadig som det liturgiske sprog (kirkesprog) af forskellige syriske trosretninger. Mest bemærkelsesværdigt er det at vest-ny-aramæisk stadig tales i landsbyen Ma'loula samt to nærliggende landsbyer, 56 km nordøst for Damaskus.

## Historie
Området, som i dag er Syrien, var beboet allerede før år 2500 f.Kr.. Siden kom det under en lang række riger, til dels fordi den vestlige hovedadgang til Mesopotamien går gennem Syrien: hittitterne, kana'anæerne, fønikerne, aramæerne, romerne og andre. I 600-tallet blev Syrien erobret af muslimske arabere. Under korstogene var kystregionen periodevis under frankisk herredømme, og i det 13. århundrede blev området taget af mongolerne.
Dernæst kom det under Osmannerriget indtil 1922, hvor det blev fransk mandatområde. Selvstændighed opnåedes i 1944 og blev anerkendt af Frankrig i 1946.

## Politik
Syrien var indtil December 2024 officielt en republik. Staten blev styret af Bashar al-Assad, som er leder af Baathpartiet. Bashar al-Assad efterfulgte sin fader Hafez al-Assad som leder af Baathpartiet og som præsident for landet. Ifølge forfatningen har Baathpartiet en central rolle i landets styre. Baathpartiets ideologi er panarabisk med socialistiske fortegn, og partiet dominerer den politiske scene.

### Præsidenten
Præsidenten var statschef og øverstbefalende, nomineredes formelt af parlamentet og skulle godkendes ved en folkeafstemning. Mandatperioden var syv år, og præsidenten kunne genvælges. Bashar al-Assad, søn af den afdøde præsident Hafez al-Assad, var fra 2000 til 2024 Syriens præsident og tillige generalsekretær for Baathpartiet. Præsidenten leder regeringen, udser statsministeren og på dennes anbefaling andre ministre.

### Parlamentet
Parlamentets 250 medlemmer valgtes ved valg hvert fjerde år. To tredjedele af pladserne var reserverede til Baathpartiet. Det kan noteres, at tillempningen af landets forfatning påvirkedes af det faktum, at Syrien mellem 1963 og 2011 kontinuerligt styredes ved undtagelseslove.[kilde mangler]

### Politiske partier
Da "Det arabiske forår" i 2011 spredte sig til Syrien, mødte Assadregimet den folkelige protester med vold. Rene massakrer gennemførtes blandt andet i byen Homs. Tilfangetagne mennesker blev udsatte for tortur.
Den 26. februar 2012 stemte syrere for en ny grundlov for landet. Den nye forfatning skulle muliggøre blandt andet et flerpartisystem, hvilket ifølge regimet skulle bringe en afslutning på de 40 år med et-parti-styre. Af landets 14.580.000 stemmeberettigede deltog 8.376.000 (omkring 57%), og 89% stemte for den nye forfatning. Afstemningen blev af mange anset som en skinmanøvre for at dæmpe protesterne. Den 6. maj 2012 oprettedes flere partier, og et parlamentsvalg forberedtes.

### Udenrigspolitik
Udenrigspolitisk er konflikten med Israel vigtig, og landet blev anklaget, sammen med Iran, af USA for at støtte paramilitære organisationer som Hizbollah og Hamas. Syrien har også i en årrække haft en større hærstyrke stationeret i Libanon.
Udenrigspolitisk og militært er Syrien stærkt allieret med Rusland, som blandt andet har en flådebase i landet. Udover det tætte forhold Syrien havde til Iran og Hizbollah, fik Assad-regimet økonomisk og politisk støtte fra Rusland. Syrien var Ruslands eneste tilbageværende allierede i Mellemøsten. Syrien havde også gode politiske forbindelser med Kina.

### Administrativ inddeling
Syrien har 14 provinser, eller muhafazat som de kaldes lokalt:
1. Latakia
2. Idlib
3. Aleppo
4. Ar-Raqqah
5. Al-Hasakah
6. Tartus
7. Hama
8. Deir ez-Zor
9. Homs
10. Damaskus
11. Rif Dimashq
12. Quneitra
13. Daraa
14. As-Suwayda

## Undervisning
Skolegangen er obligatorisk mellem 6 og 12 års alder og gratis. 79,6 % af landets befolkning kan læse og skrive (86 % blandt mænd og 73,6 % blandt kvinder.

## Økonomi
Syrien har en mangesidig økonomi, men udviser store regionale forskelle. Olieudvindingen og landbruget er to vigtige økonomiske sektorer.
Landets økonomi var frem til 2005 lukket og statsligt reguleret. Reformer på det økonomiske område fra en "socialistisk planøkonomi" mod en mere social markedsøkonomi er gået relativt langsomt.
Syriens økonomi voksede skønsvis med 2,9 % i 2006, især ved vækst inden for petroleums- og landbrugssektorerne, som sammen udgør henved halvdelen af BNP. Takket være højere priser på råolie voksede indkomsterne trods faldende udvinding og eksport af petroleumsprodukter. Det syriske pund styrkedes med 7 % i 2006. Regeringen har gennemført mindre økonomiske reformer i de senere år, blandt andet lavere lånerenter, åbning af private banker, ændring af de forskellige officielle vekselkurser samt nedskæring af subsidier på nogle forbrugsvarer, således benzin og cement.
Trods disse reformer har statsmagten fortsat en stor indflydelse på økonomien. Uløste problemer med hensyn til fremtiden er faldende olieudvinding, lav investeringstakt og høj arbejdsløshed. Manglen på fersk vand forventes at blive forværret ved voksende jordbrugsproduktion, en voksende befolkning, udvidelse af industrien og miljøødelæggelse.

### Naturressourcer
Petroleum, naturgas, fosfat, krom, mineraler, jern, stensalte, marmor, gips og vandkraft.

### Turisme
Turismen i Syrien er blevet en meget vigtig indkomstkilde. Turismen i Syrien var vokset så kraftigt, at staten godkendte nye love som tillod udenlandske investeringer i turistbranchen. Staten uddelte i april 2005 tilladelser for udenlandske investorer til på omkring 30 steder i Syrien at gøre investeringer for at imødekomme turistboomet. Antallet investorer voksede til over tusind frem til juni 2006.
Turistbranchen baserer sig på landets historie og kultur, sol og badning, shopping, backpacking, bjergbestigning, vintersport, ørken, storby med mere. Turistminister var Hala Muhammad al-Naser.

## Kultur
Syrien har altid været et mødested for øst og vest og har derfor en kultur, som er inspireret af både øst og vest. De fleste arabiske traditioner lever videre men i en mere sekulariseret form. Man er tillige blevet inspireret af den tyrkiske kultur især inden for mad og drikke. Også den franske kultur har sat et vist præg på Syriens unikke kultur, som på mange måder kan sammenlignes med Libanons.

## Mad
Syriens køkken involverer et rigt og varieret udvalg af ingredienser. Syrisk mad består hovedsageligt at middelhavsmad, græske og sydvestasiatiske rette. Nogle syriske retter har også udviklet sig fra tyrkiske og franske retter som eksempelvis; shish kebab, fyldte squash og yabra.
Blandt de vigtigste retter er kibbeh, hummus, tabbouleh, fattoush, labneh, shawarma, mujaddara, shanklish, pastırma, sujuk og baklava. Sidstnævnte er lavet af filodej fyldt med hakkede nødder og honning. Syrere servere ofte et udvalg af forretter, kaldet meze, inden hovedretten. Za'atar, hakket oksekød, og ostemanakish er populære forretter. Det arabiske fladbrød khubz spises altid sammen med meze.

### Telekommunikation i Syrien
Television (TV) startede i 1960 i Syrien, da Syrien og Egypten var i union (Forenede Arabiske Republik). Udsendelserne var i sort-hvide helt frem til 1976. I juni 2012 bad Det Arabiske Forbund officielt Arabsat og Nilesat om at ophøre med at sende syrisk media.